# H.B. Storck
Hermann Baagøe Storck eller blot H.B. Storck (18. februar 1839, Skibby, Horns Herred – 4. december 1922, København) var en dansk arkitekt, professor og illustrator beskæftiget både med nybyggeri og restaurering. Skønt hans værker tilhører historicismen, var han en nøgleperson i bevægelsen væk fra historicismen i retning af nationalromantik og nybarok og en friere fortolkning af historiske forbilleder.

## Uddannelse
H.B. Storck var søn af sognepræst Johan Frederik Storck og Margrethe Cathrine Holten og dermed præstesøn som så mange andre samtidige arkitekter. Mange kulturpersonligheder hørte til forældrenes familie og omgangskreds, bl.a. Kunstakademiets direktør J.F. Thiele, der var moderens fætter. Han blev student 1859 fra det von Westenske Institut, havde tidligt fået tegneundervisning og blev optaget på Kunstakademiet på J.H. Nebelongs anbefaling, hvor han vandt den lille sølvmedalje 1863 og den lille guldmedalje 1866. I 1861 foretog han en rejse til Lübeck og året efter til Østpreussen. Han var medarbejder hos J.H. Nebelong og J.D. Herholdt. Storck var elev af Herholdt, for hvem han som konduktør ledede ombygningen af Herlufsholm 1867-70; han foretog flere rejser i udlandet bl.a. til Italien 1870-71. Ved siden af Herholdt var Storck i sin studietid påvirket af N.L. Høyens kunsthistoriske forelæsninger, der styrkede hans allerede vakte interesse for arkitekturhistorie i almindelighed og landets nationale arkitektur i særdeleshed. Danmark gennemrejste han på kryds og tværs og erhvervede sig et enestående kendskab til gammel dansk kirkearkitektur; hans navn blev først kendt, da han efter N.S. Nebelongs og Julius Tholles død overtog fuldførelsen af Viborg Domkirkes restaurering. I 1879 blev han titulær professor. Storcks indsats i dansk bygningskunst falder i to hovedafsnit: Hans restaureringer af vore middelalderlige kirkebygninger og hans nybygninger.

## Restaurering
Efter Nebelongs død blev Storck konduktør ved Viborg Domkirke, der på dette tidspunkt var fuldført, hvorfor Storck fik til opgave at tegne det nye inventar. Arbejdet med Viborg Domkirke bragte ham i kontakt med J.J.A. Worsaae, der på mange måder kom til at påvirke Storcks restaureringssyn.
Såvel Høyen som Worsaae hyldede tilbageførelsesprincippet, hvis mest kendte fortaler var den franske arkitekt Viollet-le-Duc, der mente, at bygninger burde rekonstrueres i deres ideale, ikke deres historiske og uperfekte form. Princippet var desuden nedfældet i lov om kirkesyn fra 1861, men i modsætning til Høyen mente Worsaae imidlertid, at der også skulle tages antikvariske hensyn, og at senere bygningsdele havde lige så stor ret og historisk værdi som den oprindelige bygning. Dette synspunkt delte Storck, men kun hvis den senere bygning havde arkitektonisk værdi og ikke overskyggede den oprindelige arkitektur. Storcks høje krav til kvaliteten, såvel kunstnerisk som teknisk, overmandede i mange tilfælde hans ellers veludviklede sans for antikvariske værdier, og derfor forekommer mange af hans "restaureringer" med nutidens øjne meget drastiske, selvom de er moderate jævnført med samtidens og den internationale målestok. Et eksempel på dette er tilbageføringen af Bjernede Kirke, der blev meget omtalt og kritiseret. Men hans restaureringssyn ændrede sig med årene, og han erkendte senere, at der var en betragtelig usikkerhed omkring de historiske bygningers oprindelige udseende. Hans mesterlige indlevelsesevne ses bl.a. i det rekonstruerede spir på Helligåndskirken i København.
Fra Storcks tidligste ungdom havde studiet af vore middelalderlige bygninger optaget ham; han var med til at påbegynde udgivelsen af Ældre Nordisk Architektur og var medredaktør, til tider eneredaktør heraf uafbrudt i 50 år. Dette værk har haft sin store betydning ved særlig at vække interessen og sansen for vore middelalderlige bygninger. Kunsten at restaurere fandt i ham sin første forstående udøver i Danmark, han var den første, som her i landet forstod at trænge ind i den middelalderlige bygningskunsts ånd. Storck var engageret i bygningsbevaring og var med til at hindre, at Helligåndshuset i Randers og Karmelitterhuset i Helsingør blev nedrevet. Hans indsats på dette område gjorde ham til en naturlig medstifter af Foreningen til Gamle Bygningers Bevaring 1907, og var dens formand til 1911.
Af Storcks restaureringsarbejder kan nævnes: Helligåndskirken i København, kirkerne i Stubbekøbing på Falster, Horsens Klosterkirke, Skarp-Salling Kirke i Jylland, Ledøje, Bjernede, Merløse, Sankt Katharina Kirke i Store Heddinge, Sankt Olai i Helsingør, Præstø, Stege og Skt. Nikolaj Kirke i Svendborg, domkirken i Maribo, Sankt Bendts Kirke i Ringsted samt Sankt Mariæ Kirke og Vor Frue Kloster i Helsingør.

## Værker
Ikke mindst gennem sine nybygninger har Storck ydet et værdifuldt bidrag til dansk arkitektur, han var en af de meget få arkitekter, som var fuldstændig upåvirket af samtidens almindelige smagsdemoralisation. De fint afvejede proportioner, funktionelle rumdisponeringer såvel som behersketheden i anvendelsen af detaljer og den fine kultur, som præger disse, er Storcks karaktermærke. Af de forholdsvis få nybygninger, som Storck har opført, vil bygninger som Abel Cathrines Stiftelse (1886) og Soldenfeldts Stiftelse (1894, begge senere fredet) stå som nogle af samtidens bedste bygningsværker. Der er over disse to bygninger en kultur, en frigørelse i kompositionen, som er ret enestående i hans samtid. Af Storcks øvrige nybygninger kan nævnes:
Landmandsbankens bygning (nu Danske Bank) på hjørnet af Frederiksborggade og Nørre Voldgade, Hellig Kors Kirke på Nørrebro, Landmandsbankens tilbygninger (nu Danske Bank) i Holmens Kanal og i Laksegade og samme banks bygning (også Danske Bank) på Gammel Kongevej samt Den Hirschsprungske Samlings museumsbygning i Østre Anlæg.
Storck hørte til Herholdts retning, men var ligesom Andreas Clemmensen noget af en ener inden for denne. Han lagde stor vægt på "en god Helhed", besad en fin sans for proportioner og inddeling og – ligesom hele Herholdts retning – også for det stoflige. Mest benyttede han sig af den røde håndstrøgne mursten. Han var eminent til at håndtere dekorative elementer og profileringer, og formsten og polykromi pryder ofte hans facader.
Det effektfulde lå ham fjernt, og over for tidens "morsomme Detaille" (hos Hans J. Holms elever) stillede han "Arkitekturens Værdighed". Storck kunne en sjælden gang henfalde til en epigons udtryksmåde, men oftest benyttede han det historiske formsprog på en lange mere frigjort måde end sine samtidige. Ældre dansk arkitektur, norditaliensk teglstensarkitektur og nordtysk teglstensgotik dannede de væsentlige udgangspunkter for hans produktion, til en vis grad også italiensk renæssance, sml. det danske herregårdspræg i Sophiendal samt det dansk-italienske renæssancepræg i Landmandsbankens Nørre Afdeling og Soldenfeldts Stiftelse. I Hellig Kors Kirke har udgangspunktet været nordtysk gotik. I hans hovedværk Abel Cathrines Stiftelse er det stilistiske præg optaget fra dansk barok på en sådan måde, at det betød et gennembrud; barok var ellers ikke meget anset og benyttedes sjældent. Anlæggets simple helhed og stoflige ensartethed samt murfladens relief er stærkt betonet. I tidens spontane bevægelse henimod en frigørelse fra de historiske stilarter betød Abel Cathrines Stiftelse et skridt fremefter, og det skortede heller ikke paa anerkendelse. Men på en måde blev dens standpunkt dog først indhentet af nybarokken, der i årene efter 1900 afløste palæstilen. Dens helstøbthed og stille, fornemme enkelthed lå den øjeblikkelige udvikling for fjern. Desuden går der en linje fra Storck til den senere realisme i dansk arkitektur, idet både Ulrik Plesner og Thorkild Henningsen følte sig som elever af Storck, sml. fx Vedbygårds forvalterbolig og Plesners Brøndums Hotel.
Storck har udført fortrinlige tegninger til Dansk Vaabenbog (1910); han var i besiddelse af en
meget betydelig seglsamling, af hvilken han skænkede flere afdelinger til Rigsarkivet. Storck var en enestående kender på den heraldiske kunstarts område. Han har udgivet: Sallinglands Kirker (II, 1893), Danske Tufstenskirker (II, 1894) og Grenaaegnens Tufstenskirker (1896), Danske Teglstenskirker (1918).
Fra 1917 til 1920 var Storck direktør for Kunstakademiet. Han blev æresmedlem af Akademisk Arkitektforening i 1909 og var Kommandør af 2. grad af Dannebrog og Dannebrogsmand. Han var medlem af Akademiraadet 1887-92 og fra 1908, af Det Særlige Kirkesyn fra 1887, af Det Særlige Bygningssyn fra 1918, af Udstillingskomiteen ved Charlottenborg 1905-11, 1914-17, af Akademiets Skoleråd 1905-07.
H.B. Storck ægtede 21. november 1868 i Skibby Emma Jacobine Hendrine Bruun (13. februar 1843 i Hemmet – 3. januar 1921 i København), datter af sognepræst Hans Herman Bruun og Jacobine Frederikke Wesenberg. Han er begravet på Vestre Kirkegård.

## Liste over værker
- Gartnerhus på Vedbygård ved Ruds Vedby (1868) og ishus samme sted (1870)
- Garnisonssygehus i Viborg (1874)
- Ny hovedbygning til Sophiendal ved Veng (1876-79, udvidet 1884)
- Forvaltergård ved Vedbygård (1878)
- Nørre Søgade 33, København (1881, kun facaden er tegnet af Storck, resten er tegnet af Ludvig Vold, vinduerne er siden ændret)
- Landmandsbankens Nørre Afdeling, nu Danske Bank, Frederiksborggade 11, København (1882-83)
- Lighus og kirkegårdsportal i Glostrup (1884-85, portal ombygget)
- Abel Cathrines Stiftelse, Abel Cathrines Gade, Vesterbro, København (1885-86, fredet)
- Hellig Kors Kirke, Kapelvej, København (1887-90)
- Udgravninger af gulvet i Roskilde Domkirke (1891-95)
- Præstebolig til Hellig Kors Kirke (1892)
- Soldenfeldts Stiftelse, Sortedams Dossering 85, København (1894, fredet)
- Løveapoteket, Svendborg (1897)
- Spiret på Sankt Olai Kirke, Helsingør (1897-98)
- Tilbygning til Landmandsbanken, nu Danske Bank, Holmens Kanal 12, København (1897-99, fredet)
- Sankt Hans Kapel, nu bibliotek, Ringsted (1900-01)
- Tilbygning til Landmandsbanken, nu Danske Bank, Laksegade 9-11, København (1906)
- Landmandsbankens Frederiksberg Afdeling, nu Danske Bank, Gammel Kongevej 116 (1907, præmieret af Frederiksberg Kommune)
- Museumsbygning for Den Hirschsprungske Samling, Stockholmsgade 2, København (1908-11, fredet)

### Restaureringer og ombygninger
- Viborg Domkirke (fuldførelse af det af N.S. Nebelong og Julius Tholle i 1863 påbegyndte arbejde, samt udstyr med inventar og dekorationer (1871-76)
- Tårnet på Sortebrødre Kirke, Viborg (1876)
- Ombygning af den tidligere Straffeanstalt (Viborghus) i Viborg til sindssygehjem (1876-77)
- Helligåndskirken (med inventar, 1878-80)
- Vor Frelsers Kirke, Horsens (1879-80)
- Stubbekøbing Kirke (1881-82, sammen med Vilhelm Ahlmann)
- Sæby Kirke (1882)
- Hee Kirke (1882-84)
- Skarp-Salling Kirke (1884, 1890-91)
- Helligåndshuset i Næstved (1885)
- Ledøje Kirke (1887-92)
- Klosterkirken i Horsens (1888-92)
- Velling Kirke (1890)
- Bjernede Kirke (1890-92)
- Maribo Domkirke (1891-92)
- Sankt Nikolaj Kirke, Svendborg (1892-94, planer fra 1886)
- Tveje Merløse Kirke (1892-95)
- Sankt Katharina Kirke, Store Heddinge (1894-95, primært koret)
- Helligåndshuset i København, Valkendorffsgade (1894-96, 1903-04)
- Landmandsbanken (Peschiers Palæ), Holmens Kanal 12, København (1897-99)
- Fjenneslev Kirke (1898)
- "Graverboligen" på Assistens Kirkegård (1899-1900)
- Sankt Mariæ Kirke og Vor Frue Kloster i Helsingør (1900-07, primært spiret)
- Sankt Bendts Kirke i Ringsted (1900-09)
- Præstø Kirke (1902-03)
- Sankt Nikolaj Kirke i Køge (fuldført 1905, sammen med Martin Borch)
- Stege Kirke (1907-09)
- Karmelitersygehuset i Helsingør (1908).

### Dekorative arbejder
- Figurer og 12 relieffer til altertavlen i Viborg Domkirke (1876, forgyldt bronze, sammen med C.C. Peters, udkast 1873 af Storck i Viborg Museum)
- Udkast til dekoration af Viborg Domkirke (udført af F.C. Lund 1874-75, senere erstattet af Joakim Skovgaards fresker)
- Orgelfacade til Stubbekøbing Kirke (1882)
- Alter af keramik i Skarp-Salling Kirke (1885, sammen med Thorvald Bindesbøll[1])
- Keramisk alter i Herning Kirke (1889, sammen med Thorvald Bindesbøll[2]
- Alter med udskåret krucifiks i Kornum Kirke (1891)
- Kandelabre i Thisted Kirke (1892)
- Alter i Tveje-Merløse Kirke (1894, sammen med Joakim Skovgaard)
- Orgelfacade til Smørum Kirke (1898)
- Altertavle i Vor Frue Kirke, Aalborg (1902, sammen med Frans Schwartz)
- Inventar bl.a. til Viborg Domkirke og Helligåndskirken i København.
- Gravminde over etatsråd L.C. Meulengracht (medaljon af Julius Schultz) på Nordre Kirkegård, 1903)
- Eget gravsted på Vestre Kirkegård (1908, fjernet 1985)

### Projekter
- Nationalmuseum på Rosenborg Eksercerplads (1880)
- Roskilde Rådhus (1882, 1. præmie, men opgaven gik til O.P. Momme)
- Kirke for enden af Ny Kongensgade, København (1886)
- 2 springvand til Højbro Plads (det ene sammen med Julius Schultz, 1887)
- Ombygning af Prinsens Palæ til Nationalmuseum (1891, 1897, 1899)
- Kunstskole i Østre Anlæg, København (1903)

### Restaureringsprojekter
- Ribe Domkirke (1876-81)
- Viuf Kirke (1882)
- Skt. Nikolaj Kirke, Kolding (1882, udført stort set efter Storcks planer af L.A. Winstrup og Vilhelm Ahlmann 1885)
- Vestervig Kirke (1884)
- Venge Kirke (1892)
- Mølleporten i Stege (1909)

### Skriftlige arbejder
- Sallinglands Kirker, II, 1893 (sammen med Valdemar Koch)
- Danske Tufstenskirker, II, 1894
- Grenaaegnens Kridstenskirker, 1896 (sammen med Vilhelm Ahlmann og Valdemar Koch)
- Jydske Granitkirker, 1903 (sammen med Vilhelm Ahlmann og Valdemar Koch)
- Roskilde Domkirke, 1909 (sammen med J. Kornerup)
- Dansk Vaabenbog. Afbildninger til Anders Thiset og P.L. Wittrups Nyt dansk Adelsleksikon, 1910.
- Danske Teglstenskirker, 1918 (sammen med Mogens Clemmensen).
- Udgiver af og medarbejder ved Tegninger af ældre nordisk Architektur (1872-87 og 1894-1901 sammen med Vilhelm Dahlerup og Hans J. Holm.